# Crap
Crapul (Cyprinus carpio) este un pește teleostean din familia Cyprinidae.

## Descriere
Lungimea corpului poate atinge 1 m, iar masa maximum 40 kg. Este acoperit cu solzi mari. Spatele este, de obicei, negricios, cu nuanțe albăstrii sau verzui, flancurile arămii sau arămii-gălbui, iar abdomenul albicios. Cavitatea bucală este subterminală, cu buze groase. Crapul posedă patru mustăți, două nări, doi ochi și botul. Pe trunchi și pe coadă se găsesc înotătoare perechi (două ventrale și două pectorale) și neperechi (dorsală, anală și codală, care prezintă doi lobi egali). Înotătoarele sunt acționate de mușchi, iar peștele este acoperit cu mucus și solzi. Există două forme de crapi: crapul cu spatele jos și crapul cu spatele înalt. Este răspândit aproape pe tot globul, populând apele dulci și cele salmastre. Trăiește până la 30 de ani, uneori și mai mult.
Cel mai mare crap a fost prins în august 2014 în Thailanda și avea 68 de kilograme.

## Reproducere și dezvoltare
Crapul atinge maturitatea sexuală la vârsta de 2-5 ani și se înmulțește în lunile mai-iunie. O femelă depune pe vegetația subacvatică până la 2,1 milioane de icre, acestea fiind fertilizate de lapți, iar incubația are loc după 2-7 zile. Puietul se hrănește la început cu zooplancton, iar mai apoi, când atinge 1,8 cm lungime, cu nevertebrate de fund (hrana principală a unui crap adult).

## Respirație
Crapul are respirație branhială. Branhiile sunt bine vascularizate, aflate pe lamele osoase, în spatele unor „căpăcele” denumite opercule.
În gura crapului intră apă cu oxigen dizolvat în ea. Când apa ajunge la branhii, aceasta lasă oxigenul și ia dioxidul de carbon, apoi iese pe branhii.Crapul scos din apă moare.

## Hrănire
Crapul se hrănește cu plante acvatice, ouă de broască, insecte și viermi.
Hrana e mărunțită de niște ridicături osoase din interiorul gurii sale.
Crapul este un animal omnivor.

## Cultivare
Crapul sălbatic este răspândit mai mult în apele și bazinele Mării Mediterane, Mării Negre, Mării Caspice, Mării Aral. De la el au fost obținute mai multe varietăți domestice (crapul solzos, crapul-oglindă, crapul golaș etc.) care se cultivă, de regulă în iazurile piscicole ale întreprinderilor de carpicultură. În dependență de rasă și de condițiile mediului ambiant, crapii de un an cântăresc în medie 15-150 g, cei de doi ani 150-1000 g, cei de trei ani 350-2000 g ș.a.m.d.. Carnea de crap este gustoasă și are o valoare nutritivă înaltă.